# Tiffany (Romanreihe)
Tiffany - aufregend wie die Liebe war eine im Cora Verlag erschienene Taschenheftserie mit Liebesromanen.

## Daten
Die Reihe wurde vom Verlag mit Prickelnde Erotik umschrieben. Alle Hefte waren Übersetzungen von in den USA bzw. Kanada erschienenen Romanen. Alle vier Wochen erschien ein neuer Roman.
Die Reihen startete im Januar 1983. Zu Beginn wurden nicht in jedem Heft der Autor auf dem Cover genannt, nach einigen Hundert erschienenen Heften kam der Verlag davon ab und nannte die Autoren jedes Mal. Bei der Auswahl der Romane war von Beginn an Wert auf erotische Spannung gelegt worden. Im Februar 2006 endete die Reihe mit Band 1191. Trotz der Häufung von preisgekrönten Autoren kamen die Reihen beim Publikum nicht mehr ausreichend an.

## Ableger
- Tiffany Sexy, knisternde Erotik und leidenschaftliche Begegnungen -  monatlich erscheint ein Band mit je drei Romanen
- Tiffany Lieben & Lachen, hinreißend freche Liebeskomödien -  ab Juni 2000 erschien zunächst halbjährlich, dann dreimonatlich und schließlich alle vier Wochen ein Band mit drei Romanen. Nachdem der letzte Roman einen Monat später erschienen war, wurde die Reihe im Dezember 2008 mit Band 48 eingestellt. Der Ableger Tiffany Lieben & Lachen Sonderband mit je zwei Romanen erschien im Februar  2009.
- Tiffany Hot & Sexy, moderne Frauen auf der Suche nach Mr. Right -  sporadisch erscheint ein Band mit je drei Romanen
- Tiffany Duo, -  alle vier Wochen erschien zwischen Januar 1984 und Februar 2006 ein Band mit drei Romanen. Die Reihe erreichte 193 Ausgaben.
- Tiffany Exklusive, Erotik und Leidenschaft -  alle drei Monate erscheint ein Band mit drei Romanen.
- Tiffany Sexy Magische Momente, Magische Liebesromane, die das Tor zu geheimnisvollen Visionen und prickelnder Erotik öffnen  -  August 2008 und 2009 erschien ein Taschenheft mit je zwei Romantic-Thrillern.

## Autoren
In der Reihe werden u. a. Romane von JoAnn Ross, Barbara Daly, Jill Shalvis und Elizabeth Bevarly abgedruckt.

## Besonderheiten
Es erschienen in der Mitte der Laufzeit der Reihe auch einige Science-Fiction-Liebesromane, so zum Beispiel Der Fremde vom anderen Stern von JoAnn Ross (Band 617) und Der Mann aus Atlantis von Judith McWilliams (Band 676).